# Waakirchen
Waakirchen is een gemeente in de Duitse deelstaat Beieren, en maakt deel uit van het Landkreis Miesbach.
Waakirchen telt 5.839 inwoners.
In het dorp Schaftlach bevindt zich een treinstation waar de Tegernsee-bahn begint, als zijspoor van de spoorlijn München - Lenggries.
Bad Wiessee ·
Bayrischzell ·
Fischbachau ·
Gmund am Tegernsee ·
Hausham ·
Holzkirchen ·
Irschenberg ·
Kreuth ·
Miesbach ·
Otterfing ·
Rottach-Egern ·
Schliersee ·
Tegernsee ·
Valley ·
Waakirchen ·
Warngau ·
Weyarn